# 龍崎市
龍崎市（日语：／ Ryūgasaki shi */?）是位於茨城縣南部的一市。

## 历史
- 1889年4月1日 町村制施行，設置河内郡龍崎町（龍ケ崎町）。
- 1896年3月29日 河内郡、信太郡的一部份合併為稻敷郡、龍崎町（龍ケ崎町）隸屬稻敷郡。

## 教育

### 大学
- 流通經濟大學

### 高等学校
- 茨城縣立龍崎第一高等学校（日语：茨城県立竜ヶ崎第一高等学校）
- 茨城縣立龍崎第二高等学校（日语：茨城県立竜ヶ崎第二高等学校）
- 茨城縣立龍崎南高等学校（日语：茨城県立竜ヶ崎南高等学校）
- 愛国学園大学附属龍崎高等学校（日语：愛国学園大学附属龍ヶ崎高等学校）

### 中學校
- 龍崎市立城西中學校
- 龍崎市立愛宕中學校
- 龍崎市立城南中學校
- 龍崎市立長山中學校
- 龍崎市立城之內中學校
- 龍崎市立中根台中學校

### 小學校
| - 龍崎市立龍崎小學校 - 龍崎市立八原小學校 - 龍崎市立城之內小學校 - 龍崎市立長戶小學校 - 龍崎市立長山小學校 - 龍崎市立久保台小學校 - 龍崎市立馴柴小學校 | - 龍崎市立龍崎西小學校 - 龍崎市立松葉小學校 - 龍崎市立大宮小學校 - 龍崎市立川原代小學校 - 龍崎市立馴馬台小學校 - 龍崎市立北文間小學校 |